# Fastjet
Fastjet (code AITA : FN ; Code OACI : FTZ) est une compagnie aérienne à bas prix, basée à ses débuts en Tanzanie à l'aéroport international Julius-Nyerere de Dar es Salam.
Elle a été fondée en 2012 par le créateur d’EasyJet Stelios Haji-Ioannou, avec l'acquisition de la compagnie kényane Fly540.
Son vol inaugural fut effectué le 29 novembre 2012 à destination de Mwanza et de Kilimanjaro.
En décembre 2012, la compagnie annonce le rachat de la compagnie sud africaine 1Time au prix symbolique d'un rand soit 0,09 euros. En juin 2013, elle annonce avoir signé un protocole d'accord avec la compagnie Red 1 Airways pour lancer une filiale au Nigéria.
La compagnie a créé des filiales Fastjet au Mozambique (activité fermée à la suite de l'entrée sur le marché de Ethiopian Airlines) et au Zimbabwe (encore en activité aujourd'hui).
Elle a cessé ses opérations en Tanzanie en décembre 2018 du fait des pertes d'exploitation liées à la montée en puissance de la compagnie nationale publique Air Tanzania.

## Destinations
Tanzanie
- Dar es Salaam Hub
- Kilimanjaro
- Mwanza
- Zanzibar

 Kenya
- Mombasa
- Nairobi

 Ouganda
- Entebbe

Les villes de Lusaka en Zambie et Kigali au Rwanda devraient prochainement être desservies.

## Flotte

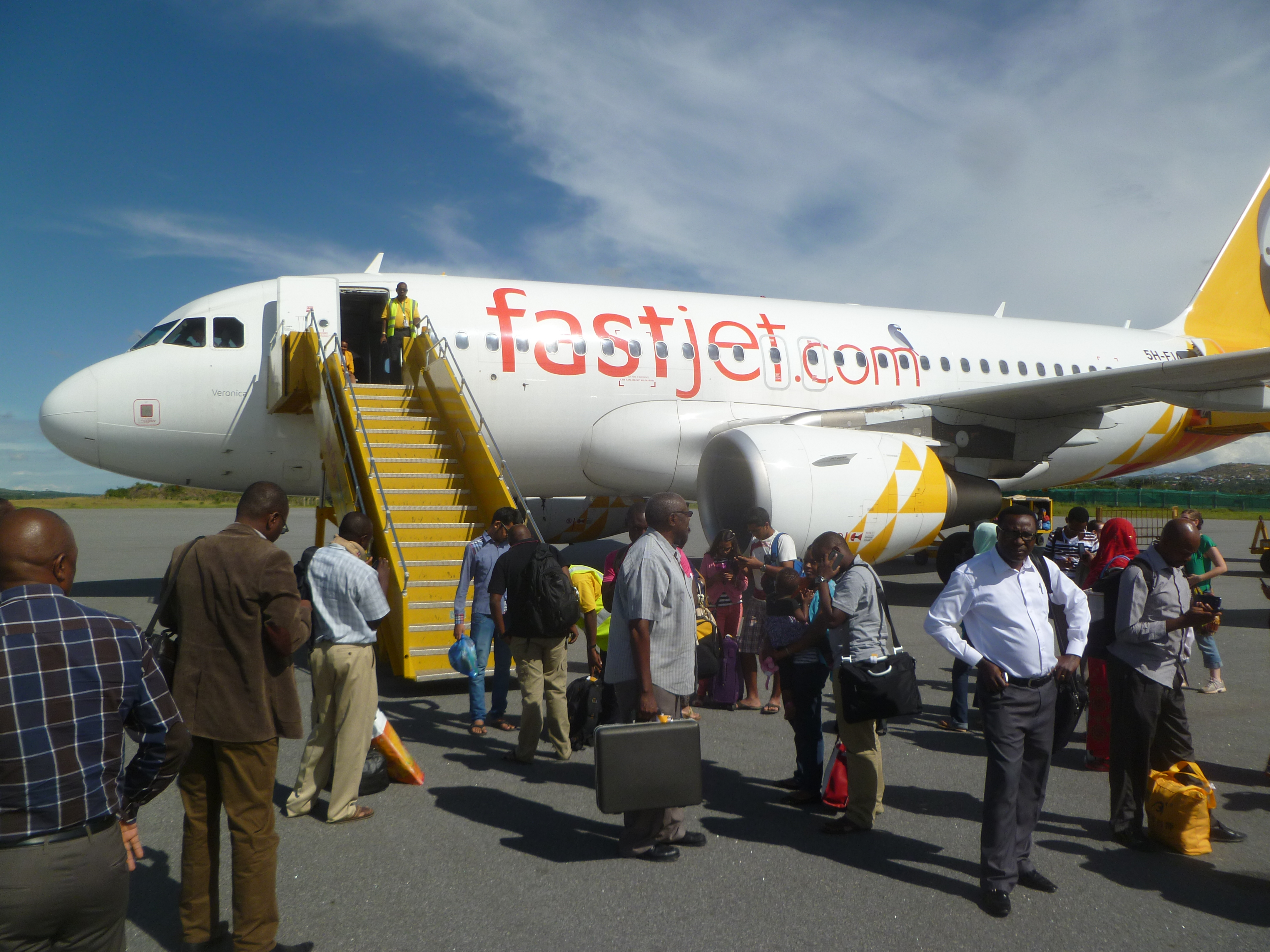
Airbus A319 de FastJet à l'aéroport de Mwanza

Au 29 octobre 2014, la flotte de Fastjet, d'un âge moyen de 12,9 ans, est composée de 4 appareils:
| Type            | En service | Commandes |
| --------------- | ---------- | --------- |
| Airbus A319-100 | 4          |           |
| Total           | 4          |           |